# Episoade Alias (Sezonul 1)
Acest articol conține rezumatul episoadelor, numele regizorului care a realizat episodul, precum și titlul episodului în alte limbi ale primului sezon al serialului de televiziune Alias. 
De obicei, un conflict se termină la mijlocul episodului și astfel începe un nou conflict, pentru ca fiecare episod să se termine cu un cliffhanger. Impresia astfel creată este că un episod îl va încheia pe cel anterior și îl va începe pe următorul. 
| Nr. | Titlul episodului  | Data originală de difuzare |
| --- | ------------------ | -------------------------- |
| 1   | Truth Be Told      | 30 septembrie, 2001        |
| 2   | So It Begins       | 7 octombrie, 2001          |
| 3   | Parity             | 14 octombrie, 2001         |
| 4   | A Broken Heart     | 21 octombrie, 2001         |
| 5   | Doppelgänger       | 28 octombrie, 2001         |
| 6   | Reckoning          | 18 noiembrie, 2001         |
| 7   | Color Blind        | 25 noiembrie, 2001         |
| 8   | Time Will Tell     | 2 decembrie , 2001         |
| 9   | Mea Culpa          | 9 decembrie, 2001          |
| 10  | Spirit             | 16 decembrie, 2001         |
| 11  | The Confession     | 6 ianuarie, 2002           |
| 12  | The box (Partea 1) | 20 ianuarie, 2002          |
| 13  | The Box (Partea 2) | 10 februarie, 2002         |
| 14  | The Coup           | 24 februarie, 2002         |
| 15  | Page 47            | 3 martie, 2002             |
| 16  | The Prophecy       | 10 martie, 2002            |
| 17  | Q&A                | 17 martie, 2002            |
| 18  | Masquerade         | 7 aprilie, 2002            |
| 19  | Snowman            | 14 aprilie, 2002           |
| 20  | The Solution       | 21 aprilie, 2002           |
| 21  | Rendezvous         | 5 mai, 2002                |
| 22  | Almost 30 Years    | 12 mai, 2002               |

## Truth Be Told
Data originală de difuzare: 30 septembrie, 2001
- Regizat de: J.J. Abrams
- Scris de: J.J. Abrams

Sydney Bristow este o tânără studentă la o universitate din Los Angeles. Ea este recrutată să lucreze pentru SD-6, o presupusă ramură secretă a CIA-ului. După puțin timp se îndrăgostește de Daniel Hecht, un promițător doctor cardiolog pediatru și face greșeala de a-i spune despre identitatea ei secretă. Când SD-6 află, Danny este omorât, pentru a fi protejată secretul identității lui Sydney Bristow. 
Sydney, devastată de această pierdere, își ia concediu căteva luni pentru a se concentra asupra învățăturii. Partenerul ei, Marcus Dixon este trimis să o verifice și să o îndemne să se întoarcă la lucru. Ea îi spune că încă nu este pregătită, chiar dacă a trecut mult timp de când trebuia să se întoarcă la lucru. Jack Bristow, încercând să o ajute să renunțe la viața de spion, îi spune că SD-6 nu este o parte din CIA, ci de fapt o ramură a unei organizații ilegale numită Alianța celor Doisprezece. Nimeni, în afară de câțiva agenți cu rang superior, nu cunoaște adevărata identitate a SD-6. Sydney este distrusă de faptul că tatăl ei a mințit-o de-a lungul anilor și că el este un trădător, deoarece și-a lăsat fiica să ajungă un pion al unei organizații teroriste. 
Realizând că Arvin Sloane nu mai are încredere în ea, Sydney merge în Taipei și fură unul dintre invențiile lui Rambaldi, pentru a câștiga încrederea șefului ei. După ce îi oferă obiectul lui Sloane și îi promite că se va întoarce la lucru săptămâna viitoare, ea îi recuperează încrederea acestuia. Sydney merge la adevăratul CIA unde îi cunoaște pe Michael Vaughn și Eric Weiss. Ea pregătește o declarație scrisă prin care mărturisește tot ce știe despre SD-6. Ea cere să devină un agent dublu pentru CIA pentru a pune capăt organizației conduse de Sloane. La finalul episodului, Sydney vizitează mormântul lui Danny. Acolo, Jack îi dezvăluie lui Sydney că nu este un trădător, că lucrează pentru CIA, infiltrându-se la SD-6 ca agent dublu, și că CIA acceptă ca ea să facă același lucru. 

### Titluri internaționale
- Germană: Tödliche Wahrheit
- Franceză: Agent double
- Italiană: La verità
- Japoneză: 語られた真実

## So It Begins
Data originală de difuzare: 7 octombrie, 2001
- Regizat de: Ken Olin
- Scris de: J.J. Abrams

Sydney se întoarce la SD-6 ca agent dublu și este însărcinată să meargă cu Marcus Dixon la Moscova pentru a recupera câteva fișiere furate. Însă, pe parcursul misiunii, ea oferă acces SD-6-ului, fără să știe, la o armă nucleară, fapt ce o face să meargă la Cairo și să înfrunte un dușman puternic pentru a repara lucrurile. 
Între timp, Will Tippin (un jurnalist și prieten apropiat), condus de un devotament ascuns pentru Sydney, începe să se întrebe de circumstanțele în care a murit Danny. El descoperă detalii ciudate despre noaptea crimei, cum ar fi că cineva a încercat să-l ajute pe Danny să fugă, rezervând un bilet de avion spre Singapore. Sydney, care nu poate să uite de nesinceritatea tatălui său, se împacă cu acesta când află că el a fost cel care a cumpărat bilete de avion pentru ea și Danny. 

### Titluri internaționale
- Germană: Neuanfang
- Franceză: Opération 'Tonnerre 6'
- Italiană: L'inizio
- Japoneză: 闘いの始まり

## Parity
Data originală de defuzare: 14 octombrie, 2001
- Regizat de: Mikael Salomon
- Scris de: Alex Kurtzman, Roberto Orci

Viața lui Sydney este în pericol pentru că este trimisă la Madrid pentru a recupera o schiță de 500 de ani care conține un set de numere binare pe spatele ei și care are legătur cu obiectul lui Rambaldi pe care Sydney l-a adus din Taipei. SD-6 are nevoie de schiță pentru a descifra cheia către utilizările lui. 
Între timp, Will Tippin continuă cercetările în moartea lui Danny și descoperă o anomalie foarte ciudată -camerele de supravegheat din zona apartamentului lui Danny nu au funcționat în noaptea în care a foat ucis. Will nu își dă seama de pericolul în care se află dacă continuă cercetările, dar Sydney încearcă să-l oprească. 
În Madrid, Sydney se întâlnește cu dușmanul ei de moarte, agentul K-Directorate Anna Espinosa, cu care se luptă și recuperează schița. Episodul se termină cu o remiză, deoarece Anna deține cheia de la servieta pe care Sydney a obținut-o. În final ele fac un aranjament pentru a deschide servieta împreună, care le face pe amândouă să se uite cu uimire în servietă la ceva care rămane nedescoperit până în episodul următor. 

### Notă
- Anna Espinosa este jucată de Gina Torres. Ea este prima dintre multele apariții ale unor bine cunoscuți actori, care vor juca roluri secundare în Alias.

### Titluri internaționale
- Germană: Rivalinnen
- Franceză: Meilleures ennemies
- Italiană: Parità
- Japoneză: 宿命のライバル

## A Broken Heart
Data originală de difuzare: 21 octombrie, 2001
- Regizat de: Harry Winer
- Scris de: Vanessa Taylor

Sydney și Dixon merg într-o misiune periculoasă în Maroc, pe parcursul căreia un prieten agent este omorât. Între timp, Francie Calfo (o prietenă apropiată a lui Sydney cu care împarte apartamentul) îl înfruntă pe Charlie, iubitul ei, despre o întâlnire secretă cu o altă femeie. Micul cerc ai prietenilor lui Sydney, alcătuit din Francie, Charlie și Will, începe să sufere din cauza micilor ei minciuni despre slujba de la bancă și din cauza numeroaselor călătorii pe care trebuie să le facă. 
Will își continuă investigația în căutarea adevărului despre moartea lui Daniel Hecht și descoperă mai mult din mister. Întorcându-se din Maroc, Sydney încearcă să-și cunoască mai bine tatăl printr-o invitație la cină. Totuși, el nu îndrăznește să apară, ceea ce o dezolează pe Sydney. 

### Notă
Cântecul care se aude în fundal în timp ce Sydney își așteaptă tatăl la restaurant este "Angel" de Sarah MacLachlan. 

### Titluri internaționale
- Germană: Zerissenes Herz
- Franceză: Coeur brisé
- Italiană: Dritti al cuore
- Japoneză: 疑念

## Doppelgänger
Data originală de difuzare: 28 octombrie, 2001
- Regizat de: Ken Olin
- Scris de: Daniel Arkin

Statutul de agent dublu al lui Sydney este pus în pericol, după ce răpește un inginer expert în biotehnologie și îl înlocuiește cu o sosie pentru SD-6. Will întâlnește o femeie numită Kate Jones care îi mărturisește că a avut o aventură cu Danny cu puțin timp înainte de moartea lui. 
Vaughn o informează pe Sydney că tatăl ei ar putea lucra petru o a treia agenție, (FBI), în timp ce el începe să se simtă tot mai atras de ea. CIA-ul plantează un virus în rețeaua SD-6 pentru a le urmări toate progresele și pentru a obține informații din interior. 

### Titluri internaționale
- Germană: Doppelgänger
- Franceză: Copie conforme
- Italiană: Il sosia
- Japoneză: 身代わり

## Reckoning
Data originală de difuzare: 18 noiembrie, 2001
- Regizat de: Dan Attias
- Scris de: Jesse Alexander

Sydney devine convinsă că tatăl ei este responsabil de moartea mamei ei, Laura Bristow, 20 de ani mai devreme, deoarece descoperă că părinții ei au fost implicați într-un accident de mașină în timp ce tatăl ei încerca să fugă de FBI. Ea de asemenea îl suspectează că ar fi un agent dublu pentru KGB. Apoi, Sydney trebuie să meargă să se interneze într-un spital de boli mentale, sub acoperire, în București pentru a obține informații de la Shepard, un bărbat care a fost programat fără știrea lui să devină un asasin.
Între timp Will Tippin descoperă adevărata identitate a lui Kate Jones (Eloise Kurtz), femeia care pretindea că a avut o aventură cu Danny. Francie este ușurată să afle că Charlie nu are o relație cu o altă femeie, ci că încearcă să devină un cântăreț, iar femeia cu care l-a văzut este o pianistă cu care repeta. 
Marshall Flinkman, șeful tehnician la SD-6, descoperă virusul plantat în rețeaua SD-6 de CIA și îi spune lui Sloane, care îl felicită și îi spune că a fost doar un test pe care l-a trecut. 
Acoperirea lui Sydney la azil este compromisă, când un agent de la K-Directorate, care conduce azilul, află că ea vrea să afle informații despre Shepard.

### Titluri internaționale
- Germană: Verdächtig
- Franceză: Véritable identité
- Italiană: Scoperte
- Japoneză: 母の死の秘密

## Color Blind
Data originală de difuzare: 25 noiembrie, 2001
- Regizat de: Jack Bender
- Scris de: Roberto Orci, Alex Kurtzman

După ce l-a ajutat pe Shepard să evadeze din azilul din București, Sydney află că acesta a fost programat de SD-6 să omoare oameni -printre care și pe Danny, logodnnicul ei. Sloane se confruntă cu reprezentatul Alianței, Alain Christophe, care crede că unul sau mai mulți agenți dubli s-au infiltrat la SD-6.
Will Tippin continuă să o investigheze pe Eloise Kurtz (alias Kate Jones), care acum pretinde că a fost amanta lui Danny. El aranjază o întâlnire cu ea, dar când merge la ea acasă vede că apartamentul ei a fost golit și revopsit și că ea este plecată. Mai târziu, ea este găsită moartă în Parcul Echo din Los Angeles. 
Sydney înțelege că Shepard nu este cu adevărat responsabil pentru moartea lui Danny, ci că a fost folosit de SD-6, precum a fost folosită și ea. Sydney îl lasă să plece și le spune celor de la SD-6 că Shepard a înnebunit de tot și că s-a sinucis sărind de pe un pod. 
După ce s-a reîntors în Los Angeles, Sydney află adevărul despre implicarea tatălui ei în moartea mamei ei de acum 20 de ani. A fost vina lui, deoarece el era urmărit de o altă mașină când a avut loc accidentul. Dar Syd află că el nu a fost agent KGB; Jack îi spune că în timpul Războiului Rece toată lumea era suspectată de activități ilegale, așa că investigarea lui a fost doar un proces de rutină. 

### Titluri internaționale
- Germană: Farbenblind
- Franceză: Ciel jaune
- Italiană: Daltonico
- Japoneză: 灰色の真実

## Time Will Tell
Data originală de difuzare: 2 decembrie, 2001
- Regizat de: Perry Lang
- Scris de: Jeff Pinkner

Sydney trebuie să treacă testul unui detector de miciuni, pentru a-l mulțumi pe Sloane, în căutarea lui disperată de a găsi agentul dublu. Cu dușmanul ei Anna Espinosa urmărindu-i fiecare mișcare, Sydney este însărcinată să găsească adevărul despre legătura dintre ceasul făcut de Giovanni Donato pentru Rambaldi și codul de numere binare de pe schița lui Rambaldi. 
Misterul lui Kate Jones se adâncește când Will găsește o bijuterie în mașina ei abandonată, care funcționa ca microfon pentru a contacta pe cineva. Sydney descoperă accidental că unele din cărțile pe care tatăl ei le-a dăruit mamei ei au cinci rânduri de caractere chirilice imprimate pe margini, ceea ce demonstrează că Jack a avut o legătură cu KGB-ul.

### Notă
Data obținută de la ceas, 16/15/23, sunt trei din Numerele din celălalt serial al lui JJ Abrams, Lost.

### Titluri internaționale
- Germană: Zeiträtsel
- Franceză: Sale temps
- Italiană: L'orologio
- Japoneză: 時計の語る謎

## Mea Culpa
Data originală de difuzare: 9 decembrie, 2001
- Regizat de: Ken Olin
- Scris de: Debra J. Fisher, Erica Messer

Viața lui Sydney este în mare pericol când Sloane este informat de către superiorul său că ea este "cârtița" din interiorul SD-6. Între timp, viața lui Dixon este, de asemenea, în pericol, deoarece a fost împușcat de Anna Espinosa într-o misiune, în timp ce încerca să recupereze manuscrisul lui Rambaldi din munții din America de Sud. 
Will realizează descoperirea lui despre Kate Jones ar putea ascunde alte informații neașteptate. 

### Titluri internaționale
- Germană: Mea Culpa
- Franceză: Mea Culpa
- Italiană: La talpa
- Japoneză: シドニー暗殺命令

## Spirit
Data originală de difuzare: 16 decembrie, 2001
- Regizat de: Jack Bender
- Scris de: J.J. Abrams, Vanessa Taylor

Sydney îl informează pe agentul ei de legătură de la CIA, Michael Vaughn despre misiunea ei recentă și este surprinsă când acesta, pe neașteptate, îi dăruiește un cadou de Crăciun. Relația lor stagnează, deoarece amândoi știu că nu îi pot pune în pericol acoperirea lui Sydney, dar ea pare să îl placă mai mult decât admite. 
Între timp, Jack trebuie să găsească o cale de a o salva pe Sydney, atunci când descoperă că Sloane a fost convins că ea este "cârtița" și că a primit ordine să o omoare. Will face greșeala vieții lui când începe să investigheze un nume auzit pe o misterioasă casetă audio -SD-6.

### Titluri internaționale
- Germană: Letzte Rettung
- Franceză: In extremis
- Italiană: Aiuto reciproco
- Japoneză: 疑惑の代償

## The Confession
Data originală de difuzare: 6 ianuarie, 2002
- Regizat de: Harry Winer
- Scris de: J.J. Abrams, Daniel Arkin

Sydney este recunoscătoare și mândră de tatăl ei după ce i-a salva viața, dar admirația ei este de scurtă durată, pentru că Vaughn descoperă probe că Jack ar putea fi vinovat de moartea a pestea o duzină de agenți CIA. După ce a reflectat asupra acestui fapt cu atenție, Sydney se hotărăște să vorbească împotriva tatălui ei în fața unor agenți superiori ai CIA. Dar ea este surprinsă să își vadă tatăl la ședință, unde Jack îi spune că nu el a fost asasinul, ci mama ei. 
Sydney este foarte șocată să afle că Laura Bristow, mama ei, numită de fapt Irina Derevko, a fost un agent dublu pentru KGB, care s-a infiltrat în guvernul Statelor Unite pentru a obține informații și care a omorât agenți importanți. 

### Titluri internaționale
- Germană: Geständnis
- Franceză: Zones d'ombre
- Italiană: Rivelazioni
- Japoneză: 苦渋の決断

## The Box (Partea 1)
Data originală de difuzare: 20 ianuarie, 2002
- Regizat de: Jack Bender
- Scris de: Jesse Alexander, John Eisendrath

Când câțiva intruși înarmați preiau controlul asupra SD-6, conduși de McKenas Cole, un bărbat care dorește să se răzbune pe fostul șef, Sloane, Sydney și Jack trebuie să lucreze împreună pentru a-și slava colegii. 
Între timp, Will Tippin se teme că investigația sa despre SD-6 și despre moartea lui Eloise Kurtz (alias Kate Jones) îi pune viața în mare pericol.

### Titluri internaționale
- Germană: Nadeln des Feuers, Teil 1
- Franceză: Jeux dangereux, première partie
- Italiană: La scatola, 1^ parte
- Japoneză: 侵入者

## The Box (Partea 2)
Data originală de difuzare: 10 februarie, 2002
- Regizat de: Jack Bender
- Scris de: Jesse Alexander, John Eisendrath

Vaughn nu ascultă ordinele și încearcă să-i ajute pe Sydney și pe Jack să oprească distrugerea cartierului general al SD-6. Între timp, McKenas Cole își continuă răzbunarea împotriva lui Sloane și căutarea pentru un dispozitiv misterios. 
Fiica lui David McNeil, un condamnat pe viață pentru că a avut o legătură cu SD-6, îl convinge pe Will să-și continue investigația și să-l ajute pe tatăl ei. 
Vaughn o ajută pe Sydney să îl prindă pe Cole și să recupereze o fiolă cu un lichid misterios, despre care Rambaldi a pomenit în manuscrisul său. 

### Titluri internaționale
- Germană: Nadeln des Feuers, Teil 2
- Franceză: Jeux dangereux, deuxième partie
- Italiană: La scatola, 2^ parte
- Japoneză: 拷問

## The Coup
Data originală de difuzare: 24 februarie, 2002
- Regizat de: Thomas J. Wright
- Scris de: Alex Kurtzman, Roberto Orci

Sydney și Dixon sunt trimiși la Las Vegas pentru a aduna informații de la un agent K-Directorate, care are o legătură cu grupul care a atacat și aproape a distrus SD-6. Între timp, Sydney află, accidental, câteva știri șocante despre logodnicul lui Francie, Charlie, care a avut recent o aventură cu o altă femeie. 
Will începe să descopere ceea ce este cu adevărat SD-6, iar Jack încearcă să se comporte ca un adevărat tată cu Sydney, ajutând-o să se hotărească dacă ar trebui sau nu să absolvească facultatea. 

### Titluri internaționale
- Germană: Feindliche Übernahme
- Franceză: Poker menteur
- Italiană: L'uomo
- Japoneză: 新たなる敵

## Page 47
Data originală de difuzare: 3 martie, 2002
- Regizat de: Ken Olin
- Scris de: J.J. Abrams, Jeff Pinkner

Vaughn îi cere lui Sydney să își folosească prietenia cu soția lui Sloane, Emily, pentru a avea acces la manuscrisul lui Rambaldi, pe care Anna Espinosa l-a furat de la ea -manuscrisul se afla închis în seiful din casa lui Sloane.
Will este răpit și sfătuit să renunțe la investigația sa despre SD-6, altfel va risca să pună în pericol viața familiei și a prietenilor, inclusiv cea a lui Sydney.

### Titluri internaționale
- Germană: Seite 47
- Franceză: Page 47
- Italiană: Pagina 47
- Japoneză: 空白のページ

## The Prophecy
Data originală de difuzare: 10 martie, 2002
- Regizat de: Davis Guggenheim
- Scris de: John Eisendrath

Sydney este testată de Departamentul de Cercetări Speciale pentru a se descoperi legătura ei misterioasă cu o imagine veche de 500 de ani și cu o profeție din manuscrisul lui Rambaldi.
Între timp, după descoperirea liderului grupului care a atacat SD-6, "The Man" ("Omul"), Sloane află că un membru al Alianței celor Doisprezece, Edward Poole ar putea lucra pentru dușman.

### Notă
- Membrul Alianței celor Doisprezece, Edward Poole este jucat de Roger Moore.

### Titluri internaționale
- Germană: Rambaldis Prophezeiung
- Franceză: La prophétie
- Italiană: La profezia
- Japoneză: 恐怖の大予言

## Q&A
Data originală de difuzare: 17 martie, 2002
- Regizat de: Ken Olin
- Scris de: J.J. Abrams

În timp ce FBI-ul o reține pe Sydney pentru interogări despre trecutul ei și despre posibilele legături cu profeția misterioasă a lui Rambaldi, Vaughn și Jack încearcă să o elibereze, înainte ca acoperirea ei la SD-6 să fie distrusă. Sydney reușește să fugă și să ajungă pe Muntele Subasio, aparent dovedind că nu este ea femeia din profeție. 

### Notă
- Directorul adjunct al FBI, Kendall este jucat de Terry O'Quinn din serialul Lost.

### Titluri internaționale
- Germană: Fragen und Antworten
- Franceză: Questions-Réponses
- Italiană: L'interrogatorio
- Japoneză: 逃亡者

## Masquerade
Data originală de difuzare: 7 aprilie, 2002
- Regizat de: Craig Zisk
- Scris de: Alex Kurtzman, Roberto Orci

În timpul unei misiuni de a-l găsi pe Khasinau, cunoscut sub numele de "Omul", Sydney se întâlnește accidental cu fostul ei iubit, Noah Hicks, care i-a frânt inima când a părăsit-o fără să-și fi luat rămas bun acum cinci ani. Între timp, Sydney îi spune lui Sloane că vrea să își găsească mama; Jack este obligat să meargă la psihologul CIA, Dr. Barnett ca să-l ajute să se împace cu faptul că soția sa ar putea fi în viață; Will și Francie devin suspicioși de activitățile lui Sydney după ce găsesc un ciot dintre-un bilet de avion. 

### Titluri internaționale
- Germană: Maskerade
- Franceză: Point faible
- Italiană: Noah
- Japoneză: 仮面舞踏会

## Snowman
Data originală de difuzare: 14 aprilie, 2002
- Regizat de: Barnet Kellman
- Scris de: Jesse Alexander, Jeff Pinkner

Sloane începe să se întrebe cui îi este loial Noah, deoarece ceva începe să se reînfiripe între Sydney și Noah. Între timp, Sydney continuă să descopere noi informații despre mama ei, ceea ce îl deranjează pe Jack. Un asasin, cunoscut sub numele de Snowman ("Omul de zăpadă") este trimis de K-Directorate să-l omoare pe Calder. Will și Francie se confruntă cu Sydney despre ciotul de bilet pe care l-au găsit în jacheta ei. 

### Titluri internaționale
- Germană: Zerstörte Hoffnung
- Franceză: Face cachée
- Italiană: Snowman
- Japoneză: 暗殺者

## The Solution
Data originală de difuzare: 21 aprilie, 2002
- Regizat de: Dan Attias
- Scris de: John Eisendrath

Pentru a-l prinde pe Khasinau și pentru a fi mai aproape de a-și găsi mama, Sydney și Vaughn pun la cale o tranzacție pentru un obiect al lui Rambaldi cu reprezentatul lui Khasinau, Sark. Dar acoperirea lui Sydney ar putea fi compromisă de partenerul ei de la SD-6, agentul Marcus Dixon. Între timp, Will își continuă investigația despre SD-6 și află identitatea unuia dintre oamenii care l-au răpit. Emily îi spune lui Sydney că știe despre SD-6, ceea ce îl forțează pe Sloane să ia una dintre cele mai dificile decizii din viața lui. 

### Titluri internaționale
- Germană: Ratten
- Franceză: Mauvaise posture
- Italiană: Le ampolle
- Japoneză: 第2の小瓶

## Rendezvous
Data originală de difuzare: 5 mai, 2002
- Ragizat de: Ken Olin
- Scris de: Debra J. Fisher, Erica Messer

Viața lui Will este pe cale să se schimbe când este trimis să găsească persoana responsabilă cu scurgerea de informații despre SD-6. Între timp, Sloane îl găsește pe Khasinau, când SD-6 îl capturează pe Sark. Dixon devine suspicios de activitățile lui Sydney.

### Titluri internaționale
- Germană: Rendezvous
- Franceză: Rendez-vous
- Italiană: Will
- Japoneză: 脱出

## Almost thirty years
Data originală de difuzare: 12 mai, 2002
- Regizat de: J.J. Abrams
- Scris de: J.J. Abrams

Pentru a-i salva viața lui Will, Sydney și Vaughn trebuie să distrugă un dispozitiv al lui Rambaldi, în timp ce Jack face o afacere riscantă cu Sark. Între timp, CIA crede că unul dintre agenții lor este un agent dublu pentru "Om"; Alianța celor Doisprezece ajunge la o decizie referitoare la soarta lui Emily Sloane; suspiciunea lui Dixon despre Sydney se intesifică; Sydney ajunge față în față cu "Omul". 

### Notă
- DVD-ul sezonului 1 conține un comentariu pentru acest episod.

### Titluri internaționale
- Germană: Kreisumfang
- Franceză: 57 minutes
- Italiană: Quasi trent'anni
- Japoneză: 真実の敵